# Субноутбук

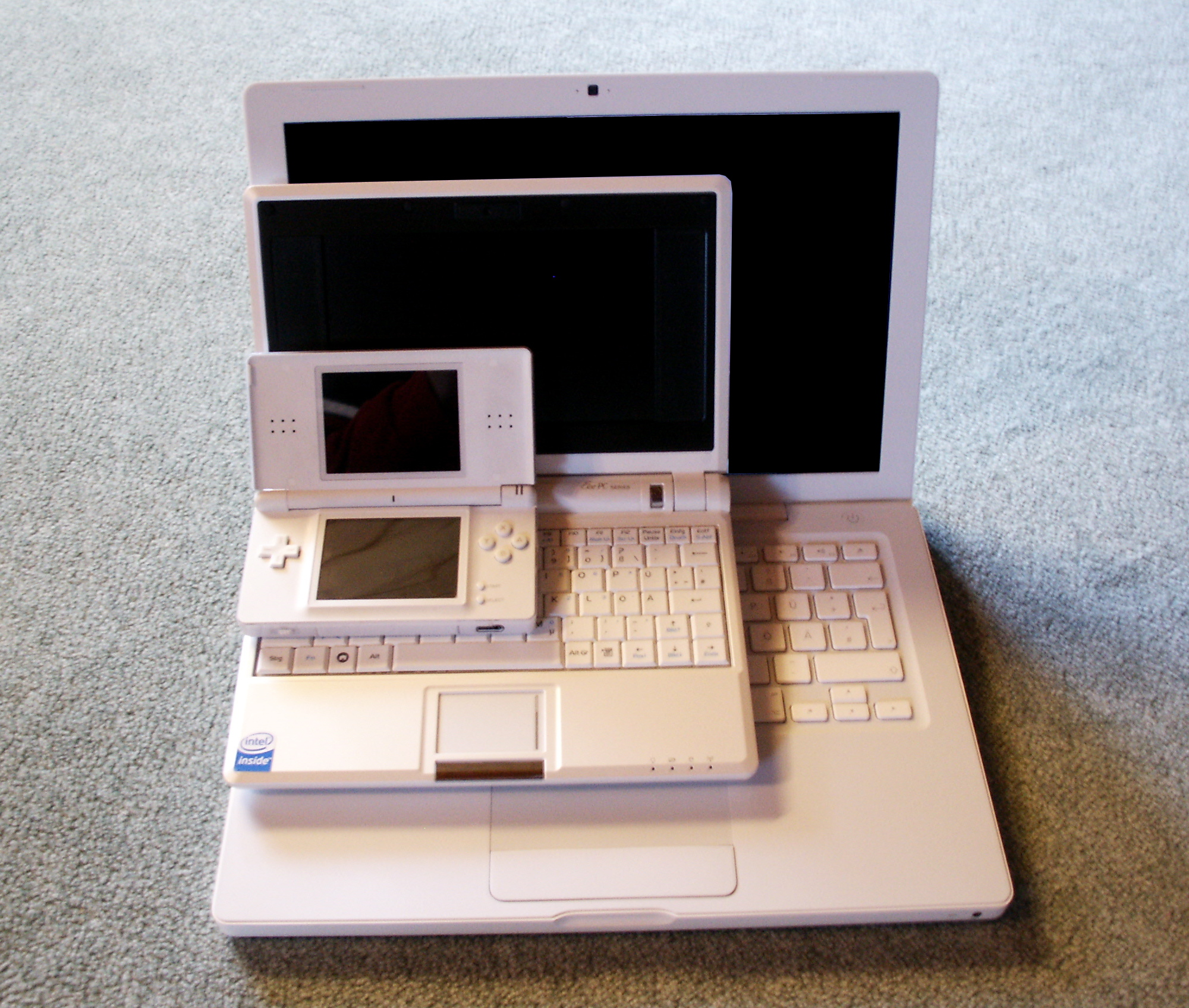
Сравнение размеров — субноутбук Asus Eee PC в центре, портативная игровая система Nintendo DS наверху и laptop MacBook внизу

Субноутбук (англ. Subnotebook), или ультрапортативный ноутбук (англ. ultraportable notebook) — переносной компьютер, обладающий компактными размерами и небольшой массой, но сохраняющий при этом характерные черты обычного ноутбука. Обычно поставляется с операционными системами Microsoft Windows или Linux.

## Описание
Субноутбуки имеют меньшие размеры по сравнению с традиционными ноутбуками, но превосходят по габаритам устройства классов Handheld PC и Ultra-Mobile PC. Они оснащены дисплеем с диагональю от 7 до 13,3 дюйма и массой от 1 до 2 кг. Из-за компактных размеров субноутбуки, как правило, оснащены ограниченным числом внешних портов и лишены DVD-привода.
Изначально субноутбуки не предназначались для массового потребления. Интерес к данному классу устройств значительно возрос после появления моделей Asus Eee PC и OLPC XO-1, которые получили широкую известность благодаря низкой стоимости.
В отличие от недорогих нетбуков, появившихся на рынке в 2008 году, ультрабук представляет собой более респектабельный и дорогой мобильный компьютер с увеличенной вычислительной мощностью и временем автономной работы от встроенной аккумуляторной батареи. В то же время ультрабуки должны примерно соответствовать ценовому сегменту — от 800 до 1000 долларов США.
Согласно планам корпорации Intel, озвученным в 2012 году, с удешевлением сенсорных экранов и выходом Windows 8 производители должны были представить ультрабуки с сенсорными дисплеями, способные конкурировать с планшетами.

## История
Родоначальником класса субноутбуков считается семейство Toshiba Libretto разработанное японской корпорацией Toshiba. Первая модель Toshiba Libretto 20 была выпущена 17 апреля 1996 года. Устройство имело 6,1-дюймовый TFT-дисплей, габариты 210×115×34 мм и массу 840 г.  
Класс субноутбуков с момента своего появления эволюционировал в сторону уменьшения размеров и стоимости, повышения производительности и увеличения времени автономной работы.
Из этого класса компьютеров со временем выделились новые классы ноутбуков:
- в 2006 году появился ультрамобильный ПК — концепт компаний Microsoft, Intel и Samsung;
- в 2008 году появились нетбуки — концепт компаний Intel и ASUSTeK, разработан на основе выпущенного в 2007 году субноутбука ASUS Eee PC;
- в мае 2011 году появились ультрабуки — концепт компаний Intel и Apple, разработан на основе выпущенного в 2008 году субноутбука Apple MacBook Air.

Начиная с 2008 года нетбуки (с 2011 года ультрабуки) вытесняют с рынка свой прародительский класс субноутбуков.